# Lekkoatletyka na Letnich Igrzyskach Olimpijskich 2020 – bieg na 1500 m kobiet
Bieg na 1500 metrów kobiet był jedną z konkurencji lekkoatletycznych rozgrywanych podczas igrzysk olimpijskich w Tokio.
Wystartowało 45 zawodniczek z 25 krajów.

## Terminarz
Godziny rozpoczęcia podane są w czasie tokijskim.
| Data                          | Godzina |           |
| ----------------------------- | ------- | --------- |
| Poniedziałek, 2 sierpnia 2021 | 09:35   | Runda 1   |
| Środa, 4 sierpnia 2021        | 18:30   | Półfinały |
| Piątek, 6 sierpnia 2021       | 21:50   | Finał     |

## Rekordy
|                   | Zawodniczka    | Wynik     | Miejsce               | Data                |
| ----------------- | -------------- | --------- | --------------------- | ------------------- |
| Rekord świata     | Genzebe Dibaba | 3:50,07 s | Monako Fontvieille    | 27 czerwca 2021     |
| Rekord olimpijski | Paula Ivan     | 3:53,96   | Korea Południowa Seul | 1 października 1988 |

## Runda 1
Rozegrano 3 biegi eliminacyjne. Do półfinału awansowało 6 pierwszych zawodniczek z każdego biegu oraz 6 z najlepszymi czasami.

### Bieg 1
| Poz. | Zawodniczka        | Reprezentacja     | Czas    | Uwagi |
| ---- | ------------------ | ----------------- | ------- | ----- |
| 1.   | Gabriela Stafford  | Kanada            | 4:03,70 | Q     |
| 2.   | Laura Muir         | Wielka Brytania   | 4:03,89 | Q     |
| 3.   | Winny Chebet       | Kenia             | 4:03,93 | Q     |
| 4.   | Sara Kuivisto      | Finlandia         | 4:04,10 | Q     |
| 5.   | Freweyni Hailu     | Etiopia           | 4:04,12 | Q     |
| 6.   | Kristiina Mäki     | Czechy            | 4:04,55 | Q     |
| 7.   | Marta Pérez        | Hiszpania         | 4:04,76 | q     |
| 8.   | Cory McGee         | Stany Zjednoczone | 4:05,15 |       |
| 9.   | Elise Vanderelst   | Belgia            | 4:05,63 |       |
| 10.  | Ciara Mageean      | Irlandia          | 4:07,29 |       |
| 11.  | Federica Del Buono | Włochy            | 4:07,70 | SB    |
| 12.  | Laura Galván       | Meksyk            | 4:08,15 |       |
| 13.  | Salomé Afonso      | Portugalia        | 4:10,80 |       |
| 14.  | Georgia Griffith   | Australia         | 4:14,43 | SB    |
| 15.  | Hanna Klein        | Niemcy            | 4:14,83 |       |

### Bieg 2
| Poz. | Zawodniczka             | Reprezentacja           | Czas    | Uwagi |
| ---- | ----------------------- | ----------------------- | ------- | ----- |
| 1.   | Sifan Hassan            | Holandia                | 4:05,17 | Q     |
| 2.   | Jessica Hull            | Australia               | 4:05,28 | Q     |
| 3.   | Elle Purrier St. Pierre | Stany Zjednoczone       | 4:05,34 | Q     |
| 4.   | Gaia Sabbatini          | Włochy                  | 4:05,41 | Q     |
| 5.   | Lemlem Hailu            | Etiopia                 | 4:05,49 | Q     |
| 6.   | Diana Mezuliáníková     | Czechy                  | 4:05,49 | Q     |
| 7.   | Revée Walcott-Nolan     | Wielka Brytania         | 4:06,23 | PB    |
| 8.   | Esther Guerrero         | Hiszpania               | 4:07,08 |       |
| 9.   | Ran Urabe               | Japonia                 | 4:07,90 | PB    |
| 10.  | Natalia Hawthorn        | Kanada                  | 4:08,04 |       |
| 11.  | Claudia Bobocea         | Rumunia                 | 4:09,19 |       |
| 12.  | Edinah Jebitok          | Kenia                   | 4:10,72 | q     |
| 13.  | Aisha Praught Leer      | Jamajka                 | 4:15,31 |       |
| 14.  | Anjelina Lohalith       | Reprezentacja Uchodźców | 4:31,65 | PB    |
| 15.  | María Pía Fernández     | Urugwaj                 | 4:59,56 |       |

### Bieg 3
| Poz. | Zawodniczka     | Reprezentacja     | Czas    | Uwagi |
| ---- | --------------- | ----------------- | ------- | ----- |
| 1.   | Faith Kipyegon  | Kenia             | 4:01,40 | Q     |
| 2.   | Winnie Nanyondo | Uganda            | 4:02,24 | Q     |
| 3.   | Linden Hall     | Australia         | 4:02,27 | Q     |
| 4.   | Nozomi Tanaka   | Japonia           | 4:02,23 | Q     |
| 5.   | Heather MacLean | Stany Zjednoczone | 4:02,40 | Q     |
| 6.   | Katie Snowden   | Wielka Brytania   | 4:02,77 | Q     |
| 7.   | Lucia Stafford  | Kanada            | 4:03,52 | q     |
| 8.   | Martyna Galant  | Polska            | 4:05,03 | q     |
| 9.   | Caterina Granz  | Niemcy            | 4:06,22 | q     |
| 10.  | Marta Pen       | Portugalia        | 4:07,33 | q     |
| 11.  | Sarah Healy     | Irlandia          | 4:09,78 |       |
| 12.  | Diribe Welteji  | Etiopia           | 4:10,25 |       |
| 13.  | Simona Vrzalová | Czechy            | 4:19,46 |       |
| -    | Zourah Ali      | Dżibuti           | DNF     |       |
| -    | Rababe Arafi    | Maroko            | DNF     |       |

## Półfinały
Do fianału awansowało pięć pierwszych zawodniczek z każdego półfinału oraz dwie z najlepszymi czasami.

### Bieg 1
| Poz. | Zawodniczka             | Reprezentacja     | Czas    | Uwagi |
| ---- | ----------------------- | ----------------- | ------- | ----- |
| 1.   | Faith Kipyegon          | Kenia             | 3:56,80 | Q     |
| 2.   | Freweyni Hailu          | Etiopia           | 3:57,54 | Q     |
| 3.   | Gabriela Stafford       | Kanada            | 3:58,28 | Q     |
| 4.   | Jessica Hull            | Australia         | 3:58,81 | Q     |
| 5.   | Nozomi Tanaka           | Japonia           | 3:59,19 | Q     |
| 6.   | Elle Purrier St. Pierre | Stany Zjednoczone | 4:01,00 | q     |
| 7.   | Kristiina Mäki          | Czechy            | 4:01,23 | q     |
| 8.   | Gaia Sabbatini          | Włochy            | 4:02,25 | PB    |
| 9.   | Katie Snowden           | Wielka Brytania   | 4:02,93 |       |
| 10.  | Martyna Galant          | Polska            | 4:06,01 |       |
| 11.  | Cory McGee              | Stany Zjednoczone | 4:10,39 | q     |
| 12.  | Caterina Granz          | Niemcy            | 4:10,93 |       |
| 13.  | Winny Chebet            | Kenia             | 4:11,62 |       |

### Bieg 2
| Poz. | Zawodniczka         | Reprezentacja     | Czas    | Uwagi |
| ---- | ------------------- | ----------------- | ------- | ----- |
| 1.   | Sifan Hassan        | Holandia          | 4:00,23 | Q     |
| 2.   | Laura Muir          | Wielka Brytania   | 4:00,73 | Q     |
| 3.   | Linden Hall         | Australia         | 4:01,37 | Q     |
| 4.   | Winnie Nanyondo     | Uganda            | 4:01,64 | Q     |
| 5.   | Marta Pérez         | Hiszpania         | 4:01,69 | Q     |
| 6.   | Lucia Stafford      | Kanada            | 4:02,12 | PB    |
| 7.   | Sara Kuivisto       | Finlandia         | 4:02,35 | NR    |
| 8.   | Diana Mezuliáníková | Czechy            | 4:03,70 | PB    |
| 9.   | Lemlem Hailu        | Etiopia           | 4:03,76 |       |
| 10.  | Marta Pen           | Portugalia        | 4:04,15 | SB    |
| 11.  | Elise Vanderelst    | Belgia            | 4:04,86 |       |
| 12.  | Heather MacLean     | Stany Zjednoczone | 4:05,33 |       |
| 13.  | Edinah Jebitok      | Kenia             | 4:05,56 |       |

## Finał
| Poz. | Zawodniczka             | Reprezentacja     | Czas    | Uwagi |
| ---- | ----------------------- | ----------------- | ------- | ----- |
| 1.   | Faith Kipyegon          | Kenia             | 3:53,11 | OR    |
| 2.   | Laura Muir              | Wielka Brytania   | 3:54,50 | NR    |
| 3.   | Sifan Hassan            | Holandia          | 3:55,86 |       |
| 4.   | Freweyni Hailu          | Etiopia           | 3:57,60 |       |
| 5.   | Gabriela Stafford       | Kanada            | 3:58,93 |       |
| 6.   | Linden Hall             | Australia         | 3:59,01 | PB    |
| 7.   | Winnie Nanyondo         | Uganda            | 3:59,80 | SB    |
| 8.   | Nozomi Tanaka           | Japonia           | 3:59,95 |       |
| 9.   | Marta Pérez             | Hiszpania         | 4:00,12 | PB    |
| 10.  | Elle Purrier St. Pierre | Stany Zjednoczone | 4:01,75 |       |
| 11.  | Jessica Hull            | Australia         | 4:02,63 |       |
| 12.  | Cory McGee              | Stany Zjednoczone | 4:05,50 |       |
| 13.  | Kristiina Mäki          | Czechy            | 4:11,76 |       |